# Федічев Андрій Валентинович
Андрі́й Валенти́нович Фе́дічев — полковник Збройних сил України, учасник російсько-української війни.

## З життєпису
Родина Андрія Федічева походить з «дончаків» з Кубані. Батько Андрія брав участь у війні в Афганістані.
У 2014-му, повернувшись із місії в Косові, створював з нуля з мобілізованих бійців окремий батальйон 30-ї механізованої бригади з яким прийняв перші бої в районі АТО, мав боєзіткнення із загонами Гіркіна.
На посаді заступника керівника штабу АТО він серед останніх виходив з Дебальцевого, здолавши пішки тилами противника у 18-градусний мороз понад пів сотні кілометрів.
Командував підрозділом із 40 військовослужбовців, які забезпечували операцію із захоплення промзони Авдіївки.
З 24 серпня 2017 року став командиром 137-го окремого батальйону морської піхоти.

## Нагороди та вшанування
- Указом Президента України № 878/2019 від 4 грудня 2019 року за «особисті заслуги у зміцненні обороноздатності Української держави, мужність і самовіддані дії, виявлені у захисті державного суверенітету та територіальної цілісності України, зразкове виконання військового обов'язку» нагороджений орденом Богдана Хмельницького III ступеня.[2]

## Сім'я
- Федічев Валентин Миколайович (1960—2016) — батько. З 1994 року служив у центральному апараті Міністерства оборони України та Генштабу ЗСУ. Із червня 2014 по квітень 2015 року — заступник керівника штабу АТО. Під час боїв за Дебальцеве був одним з керівників оборони Дебальцівського плацдарму.